# The Eraser
The Eraser es el primer álbum solista de Thom Yorke, de la banda de rock alternativo inglés Radiohead, lanzado el 10 de julio de 2006 por el sello independiente XL Recordings. Fue producido por el veterano productor de Radiohead Nigel Godrich. El álbum incluye música electrónica que Yorke grabó durante la pausa de Radiohead en 2004 y entre sus ensayos de 2005, y hace un uso intensivo de muestras originales.
Las letras expresan las preocupaciones políticas de Yorke. El primer sencillo "Harrowdown Hill" fue escrito sobre la muerte de David Kelly, un informante que supuestamente se suicidó después de decirle a un periodista que el gobierno británico había identificado falsamente armas de destrucción masiva en Irak. La obra de arte del álbum, ilustrada por Stanley Donwood, se inspiró en la leyenda de que el rey Canuto no dominaba el océano, lo que Yorke comparó con las actitudes del gobierno hacia el cambio climático. The Eraser debutó en el número tres en el UK Albums Chart y el número dos en el Billboard 200. Fue nombrado uno de los mejores álbumes de 2006 por NME, Rolling Stone y The Observer, y fue nominado para el Mercury Music Prize de 2006 y para el Premio Grammy 2007 en la categoría de Mejor Álbum de Música Alternativa.
Dos sencillos fueron lanzados del álbum: "Analyze" y "Harrowdown Hill". Fue seguido en el mismo año por un EP de lados B, Spitting Feathers, y en 2009 por el álbum de remixes The Eraser Rmxs. En 2010, para realizar el álbum en vivo, Yorke formó Atoms for Peace con músicos como Godrich y el bajista de Red Hot Chili Peppers, Flea.

## Listado de canciones
1. “The Eraser” - 4:55
2. “Analyse” - 4:02
3. “The Clock” - 4:13
4. “Black Swan” - 4:49
5. “Skip Divided”- 3:35
6. “Atoms for Peace” - 5:13
7. “And It Rained All Night” - 4:15
8. “Harrowdown Hill”- 4:38
9. “Cymbal Rush” - 5:15

## Información de las canciones
“The Eraser” se basa en acordes de piano del miembro de Radiohead Jonny Greenwood “los acordes del piano son de Jonny. Los grabé con un dictáfono alrededor de su casa un día. Un año y medio después, escuché lo que había grabado, corté en diverso orden e hice la canción [risas]. ¿“Eso está bien? Apesadumbrado”.
“Analyse” fue inspirado por un apagón en Oxford. Yorke “vivía en Oxford central, en una de esas calles históricas, con todas estas casas construidas en 1860. Vine a casa una noche y por alguna razón, la calle tenía un corte de energía. Las casas estaban a oscuras, con candelabros en las ventanas, que es obviamente cómo habría sido cuando fueron construidas. Era hermoso”.
“Black Swan” data de sesiones de Kid A. La canción “tiene segmentos minúsculos, tomado de las muestras de la biblioteca que teníamos. Era Ed y Phil que hacían esta cosa, y la edité en esbozos. La muestra es del 2000, pero la canción es del 2005. ” En el 2006 Richard Linklater filmó A Scanner Darkly donde se escucha un antecedente de esta canción en los créditos finales.
“Atoms for Peace” es el título de un discurso dado por Dwight D. Eisenhower en 1953. Es también el lema de la Agencia Internacional de Energía Atómica.
En una entrevista en Rolling Stone, Yorke explicó que “And It Rained All Night” tiene todos los elementos de “The Gloaming” del Hail To The Thief en Nueva York. No podía dormir una noche y estaba una de esas cosas en Nueva York, y la lluvia caía. La lluvia era tan ruidosa.” Yorke encuentra las bases de esta canción interesantes: “La escuché con un amigo, le dije "escucha esto y reprodúcelo con un riff bajo” y surgió “And It Rained All Night”. Son esas cosas, que surgen con entusiasmo."
“Harrowdown Hill” en Oxfordshire es el lugar donde fue encontrado el cuerpo de David Kelly, en 2003. La evidencia hallada planteó dudas sobre la posesión de armas de destrucción masiva, por parte de Saddam Hussein, lo que llevó a la decisión del gobierno británico de invadir Irak. En una entrevista con The Globe and Mail, Yorke dijo, “el gobierno y el ministerio de Defensa… fueron responsables directos de la excursión de él y eso lo puso en posición de tomar semejantes decisiones. Me he estado sintiendo realmente incómodo sobre esa canción últimamente, porque era una tragedia personal y el Dr. Kelly tiene una familia que todavía se esté afligiendo. Pero también me sentía que no escribirlo quizás habría sido peor”. En otra entrevista, Yorke dijo que “Harrowdown Hill” es “la canción más furiosa (líricamente hablando) que he hecho en mi vida. No voy a lograr ninguna acción para él, es la manera que lo veo… Y no está para mí o para cualesquiera de nosotros no hacer nada. Es algo tan incómodo”. Harrowdown Hill es el segundo sencillo que se desprende del disco.
“Cymbal Rush” deriva de una pista musical del DVD “The Most Gigantic Lying Mouth of All Time”. Yorke también divulgó que “Cymbal Rush” tiene esbozos de canciones que tenía de hace tres años. "Podría oír la melodía inmediatamente. Pero si la cantara cualquier persona, tú, ¿qué pensarías? ¿Qué sucedería?”.